# سيفابيرين
سيفابيرين Cephapirin  INN أو cephapirin الجيل الأول كان عن طريق الحقن، مضادات حيوية لمركبات السيفالوسبورينات. تم تسويقه تحت الاسم التجاري Cefadyl. وقد أوقفت الولايات المتحدة المنتجات لاستخدامها في الإنسان. 
هو سيفابيرين الصوديوم.

## التخليق

تخليق سيفابيرين:

في إحدى التوليفات، حمض 7- أمينو سيفالو سبورانيك (7 ACA) يتفاعل مع كلوريد برومو الاسيتيل لإعطاء أميد. ثم يتم إزاحة مجموعة الهالو بحلول 4ثيو بيريدين.

## الاستعمال الطبي
علاج الإنتانات الناجمة عن الجراثيم المتحسسة له بما فيها المكورات العقدية الحالة للدم بيتا، وبما فيها إنتانات السبيل التنفسي والجلد والنسج الرخوة والعظام والمفاصل والجهاز الهضمي والسبيل البولي والجهاز التناسلي، كذلك يستخدم لعلاج تجرثم الدم.
- الحمل: ينتمي لأدوية المجموعة B.
- مضادات الاستطباب: فرط الحساسية له ولأحد مكوناته أو لأحد السيفالوسبورينات.

## تحذيرات
1. قد يسبب استخدامه الطويل ظهور انتانات متراكبة (انتهازية)
2. يوجد نسبة منخفضة من فرط الحساسية المتصالبة بينه وبين البنسلينات.
3. يجب تعديل جرعته عند المريض المصاب باضطراب الوظيفة الكلوية.

## التأثيرات الجانبية
- تحدث بنسبة 1-10%:
- هضمية: إسهال.

- تحدث بنسبة تقل عن 1%:
- عصبية مركزية: تهيج عصبي مركزي، اختلاجات، حمى.
- جلدية: طفح، شرى.
- دموية: قلة كريات بيض، قلة الصفيحات.
- كبدية: ارتفاع تراكيز الخمائر الكبدية.[5]

## زيادة الجرعة والتسمم
- اختلاجات وفرط حساسية وتفعل عصبي عضلي.
- العلاج داعم وأعراضي، قد تفيد الديلزة الدموية بإزالة الدواء من الدم.

## التداخلات الدوائية
1. قد ينقص البروبنسيد إطراح السيفالوسبورينات مما يؤدي لتفاقم تأثيرها.
2. قد يبدي الفورسميد والأمينوغلكوزيدات تأثير سام للكلية يتعاضد مع نظيره الناجم عن هذا المحضر.

## الثبات
1. يبقى محلوله المعد للاستخدام ثابت لمدة 24 ساعة بدرجة حرارة الغرفة ولمدة 10أيام عند حفظه في البراد.
2. يبقى محلوله الممزوج مع محلول سالين الفزيولوجي أو ديكستروز 5% المعد للتسريب الوريدي ثابت لمدة 24ساعة بدرجة حرارة الغرفة ولمدة 10أيام عند حفظه في البراد ولمدة 12أسبوع فيما لو جمد.
3. يبقى محلوله المدفأ (بعد أن كان مجمد) ثابت لمدة 124ساعة بدرجة حرارة الغرفة ولمدة 10 أيام عند حفظه في البراد.

## آليه العمل
يثبط عملية صنع الجدار الخلوي الجرثومي بارتباطه مع واحد أو أكثر من بروتينات الاتحاد مع البنسلين PBPs، الأدمر الذي يؤدي إلى تثبيط نقل الببتيدات الذي يعد الخطوة الأخيرة من عملية تصنيع الغليكوجين الببتيدي الذي بدوره يدخل في تركيب متن الجدار الخلوي الجرثومي. كل ما سبق سيؤدي إلى انحلال واضمحلال الجرثوم تحت تأثير الخمائر الحالة الذاتية التي تتفعل عندئذ دون قيد أو ضابط.

## الحرائك الدوائية
- التوزع: يتوزع بشكل كبير ضمن أنسجة الجسم وسوائله بما في ذلك المرارة والكبد والكلى والعظم والقشع وسائل الجنب والسوائل المفصلية، اختراقه السحايا ضعيف، يعبر المشيمة، تظهر كميات ضئيلة منه ضمن حليب الثدي.
- الارتباط البروتيني: 22-25%
- الاستقلاب: ييستقلب بشكل جزئي في الكبد والكلى والبلاسما ليعطى العدد من المستقلبات (50% منها فعال).
- العمر النصفي: 30-60 دقيقة.
- يصل تركيزه المصلي لذروته خلال 5 دقائق من حقنه وريدياً، وخلال 30دقيقة من حقنه عضلياً.
- الإطراح: يطرح حوالي 60-85% من الجرعة في البول غير متبدل.

## الجرعة
- الأطفال: يعطى حقن عضلي أو وريدي بجرعة 10-20ملغ/كغ/يوم كل 6ساعات، الجرعة القصوى 4غ/24ساعة.
- البالغين: يعطى حقن عضلي أو وريدي بجرعة 500ملغ إلى 1غ كل 6ساعات، الجرعة القصوى 12غ/يوم.
- تعدل الفواصل بين الجرعات عند مريض القصور الكلوي على الشكل التالي:

1. تصفية الكرياتينين 10-50مل/د: يعطى بفواصل 6-8 ساعات.
2. تصفية الكرياتينين أقل من10مل/د: يعطى بفواصل 12 ساعة.

- يجب مراقبة علامات وأعراض التأق عند إعطاء الجرعة الأولى.

## التداخلات المخبرية
- يؤدي لإيجابية كاذبة اختبار كومبس المباشر.
- يؤدي لإيجابية كاذبة بتحري الغلكوز في البول بطريقة Clinitest أو باستخدام محلول Benedict's. .
- يؤدي استخدامه لارتفاع كاذب في تركيز الكرياتينين عند قياسه بطريقة Jaffe.
- يجب عدم مزجه مع أحد الأمينوغلكوزيدات في قارورة واحدة.
- يجب جمع عينات للزرع والتحسس قبل إعطاء الجرعة الأولى.
- كل 1غ يحوي 2.4مل من الصوديوم.

## المستحضرات الصيدلانية
- بودرة محلول معدة للحقن: 500ملغ، 1غ، 2غ، 20غ.